# 邱月潮
邱月潮（1962年9月—），男，汉族，辽宁锦州人，中华人民共和国政治人物，中国共产党党员，第十三届全国人民代表大会解放军和武警部队代表。

## 生平
2019年7月，任山东省军区司令员。2020年1月，任中共山东省委常委、省军区司令员。2022年6月，卸任中共山东省委常委。
2018年，邱月潮被选为解放军和武警部队出席第十三届全国人民代表大会代表。